# Juan Pedro Ramos
Juan Pedro Ramos ( Buenos Aires, Argentina, 21 de agosto de 1878 – ibídem, 15 de diciembre de 1958, conocido frecuentemente como Juan P. Ramos, fue un educador, escritor, jurista y juez que difundió en su país las ideas de la escuela positivista.

## Actividad profesional
Estudió en la Facultad de Derecho de la Universidad de Buenos Aires en una época de agitación; en diciembre de 1903 se inició una huelga estudiantil contra el reglamento de exámenes de la citada Facultad que violaba la ley 3271 de libertad de exámenes, que se prolongó durante casi un año concitando en el ínterin la adhesión de profesores y que concluyó con la reforma de los Estatutos en 1906. Ramos fue un estudiante destacado y poco después de finalizar su carrera comenzó su actividad docente, en 1916 fue nombrado profesor suplente y en 1922, titular de Derecho Penal en la Facultad de Derecho y de Ciencias de la educación en la Facultad de Filosofía y Letras. Paralelamente tuvo en el Consejo Nacional de Educación los cargos de vocal y de Inspector general de provincias; de esa época datan varias de sus obras dedicadas a los maestros que publicara dicho organismo.
También se incorporó a la administración de justicia en la que llegó al cargo de vocal de la Cámara Nacional de Apelaciones en lo Criminal y Correccional.
Hacia finales del siglo XIX empieza a desarrollar su obra el italiano Enrico Ferri (1856–1929), uno de los fundadores de la escuela positivista que en el campo del Derecho Penal sucedió a la escuela clásica de Cesare Beccaria (1738-1894) y Francesco Carrara (1805-1888). Ferri consideraba que las razones por las cuales el hombre es delincuente son ajenas a su voluntad. Para este jurista y sociólogo, el delito no existe, lo que hay son enfermedades que bien ha heredado o las adquirió en el transcurso de su vida.
En lugar de estudiar ─como hacía Cesare Lombroso, de quien Ferri fue discípulo─ las características antropológicas de los criminales, se centró en las características psicológicas, que creía eran las responsables del desarrollo de la criminalidad en el individuo. Resumió su teoría al definir la psicología criminal como una resistencia defectuosa de las tendencias criminales y las tentaciones, debido a una impulsividad desequilibrada que caracteriza solo a los niños y a los salvajes y postulaba que las penas deben aplicarse solamente en razón la peligrosidad del delincuente, y que su naturaleza y extensión deben ser solo las necesarias para neutralizar tal peligrosidad. En el ambiente académico de la Universidad de Buenos Aires las enseñanzas de Ferri, que visitó Argentina en 1908 y 1910, tuvieron gran aceptación y en la época en que Ramos cursó sus estudios dominaban los principios de la escuela positiva y él mismo cuando ya era docente se manifestó como un ferviente discípulo de Ferri. Fue así que afirmaba:

“El Derecho penal deja de ser ciencia de las penas y se transforma, en las obras mismas de sus enemigos, en la ciencia de la defensa social. En todas las naciones aparecen señales de una profunda renovación de valores. El hombre, no el delito, es la medida de la reacción penal. No hay ya un régimen de la pena sino un sistema coherente y complejo de la defensa necesaria contra el ser que delinque o que está por delinquir”.

En 1929 en un artículo titulado La escuela de Enrique Ferri en la República Argentina, Ramos señalaba que pese a la influencia de la escuela positivista en el ámbito académico e, incluso entre los médicos y referentes de la literatura y hasta de la política, los proyectos de reforma del Código penal han sido en el país, en sus líneas generales, contrarios a esta corriente.
Ramos fue director del Centro de Estudios Penales, creado en la Facultad de Derecho en 1921, que publicó por primera vez fuera de Italia el proyecto de Código Penal de Ferri de ese año. En 1929 viajó a Italia en ocasión que se celebraban actos conmemorativos del jubileo universitario de Ferri y pronunció algunas conferencias en la Universidad de Roma. Juan Pedro Ramos falleció en Buenos Aires el 15 de diciembre de 1958.

## Obras
Tiene escritos 74 trabajos que dieron origen a 214 publicaciones en varios idiomas, de los cuales los más difundidos son:
- Los poetas de la revolución (prólogo a esta obra de Juan María Gutiérrez.
- Die Bedeutung Deutschlands im europäischen Krieg
- Los límites de la educacion
- Ensayos hispánicos
- Historia de la instrucción primaria en la República Argentina 1810-1910 (atlas escolar)
- El derecho público de las provincias argentinas, con el texto de las constituciones sancionadas entre los años 1819 y 1913
- Los delitos contra el honor
- Don Castelar
- Fragmentos de vida
- Curso de derecho penal dictado en la Facultad de Derecho de la Universidad de Buenos Aires
- Sarmiento (1910)
- El prejuicio científico (1910)
- La peligrosidad en el código penal (1926)
- Instrucciones a los maestros (1921)
- Francisco de Vitoria (1921)
- El folklore argentino (1921)
- Los límites de la educación (Buenos Aires : Universidad de Buenos Aires. Instituto de Didáctica, 1941)
- Carlos Octavio Bunge (1935)
- El Derecho público de las provincias argentinas (1914)
- El juicio penal y el delincuente (1955)
- Conferencias sobre el derecho penal argentino (1929)
- Ciudades italianas (Madrid : Compañía Ibero-Americana de Publicaciones, 1930)
- La educación de los adultos en Inglaterra (1921)
- Concordancias del proyecto de código penal de 1917 (1921)
- La codificación penal argentina (1917)
- La significación de Alemania en la guerra europea (1962)
- La novela de una vocación (1929)
- Apuntes de Derecho Penal (1921)
- El poder ejecutivo en los estatutos, reglamentos y constituciones de la nación y las provincias (1912)
- Folklore argentino (1921)
- Curso de derecho penal (1928)
- El amor del arte (1949)
- El viaje espiritual  (1930)
- Las épocas colonial e independiente
- Belgrano  (1921)
- Manuel Dorrego   (1921)
- Bartolomé Mitre  (1921)
- Poemas  (1962)